# Dipartimento di Dagana (Senegal)
Il dipartimento di Dagana (fr. Département de Dagana) è un dipartimento del Senegal, appartenente alla regione di Saint-Louis. Il capoluogo è la cittadina di Dagana.
Il dipartimento si estende su una zona pianeggiante nella parte occidentale della regione di Saint-Louis. Il maggiore centro abitato è la città di Richard Toll, importante centro dell'industria alimentare senegalese (zuccherifici).
Il dipartimento di Dagana comprende 5 comuni e 2 arrondissement, a loro volta suddivisi in 5 comunità rurali.
comuni:
- Dagana
- Richard Toll
- Rosso
- Gaé
- Ross Béthio

arrondissement:
- Mbane
- Ndiaye